# Andreas Hänlein
Andreas Hänlein (* 18. Juli 1959 in Heidelberg) ist ein deutscher Rechtswissenschaftler.

## Leben
Nach der Promotion 1991 an der Universität Freiburg im Breisgau war Hänlein von 1993 bis 1995 als wissenschaftlicher Mitarbeiter beim Bundesverfassungsgericht tätig und von 1995 bis 2002 als wissenschaftlicher Referent beim Max-Planck-Institut für ausländisches und internationales Sozialrecht in München. 2000 habilitierte er sich in Freiburg im Breisgau und übernahm anschließend eine Lehrstuhlvertretung an der Universität München. Seit 2002 ist er Professor für Wirtschafts-, Arbeits- und Sozialrecht an der Universität Kassel.

## Schriften (Auswahl)
- Die Heranziehung Unterhaltspflichtiger bei langwährender Pflegebedürftigkeit Volljähriger nach BSHG und BGB. Bielefeld 1992, ISBN 3-7694-0237-5.
- Sozialrechtliche Probleme türkischer Staatsangehöriger in Deutschland. Münster 2000, ISBN 3-8258-4659-8.
- Rechtsquellen im Sozialversicherungsrecht. System und Legitimation untergesetzlicher Rechtsquellen des deutschen Sozialversicherungsrechts. Berlin 2001, ISBN 3-540-41916-0.
- Externer Vergleich und ortsübliche Vergütung in der stationären Pflege. Freiburg im Breisgau 2010, ISBN 978-3-7841-1971-7.